# Samuel Gottfried Christoph Cloeter
Samuel Gottfried Christoph Cloeter (* 11. Oktober 1823 in Bayreuth in Oberfranken; † 20. März 1894 in Weiltingen in Mittelfranken) war ein deutscher lutherischer Pfarrer, der aufgrund seiner dezidiert endzeitlichen und chiliastischen Frömmigkeit suspendiert wurde und daraufhin die Auswanderersiedlung Gnadenburg im russischen Kaukasus gründete.

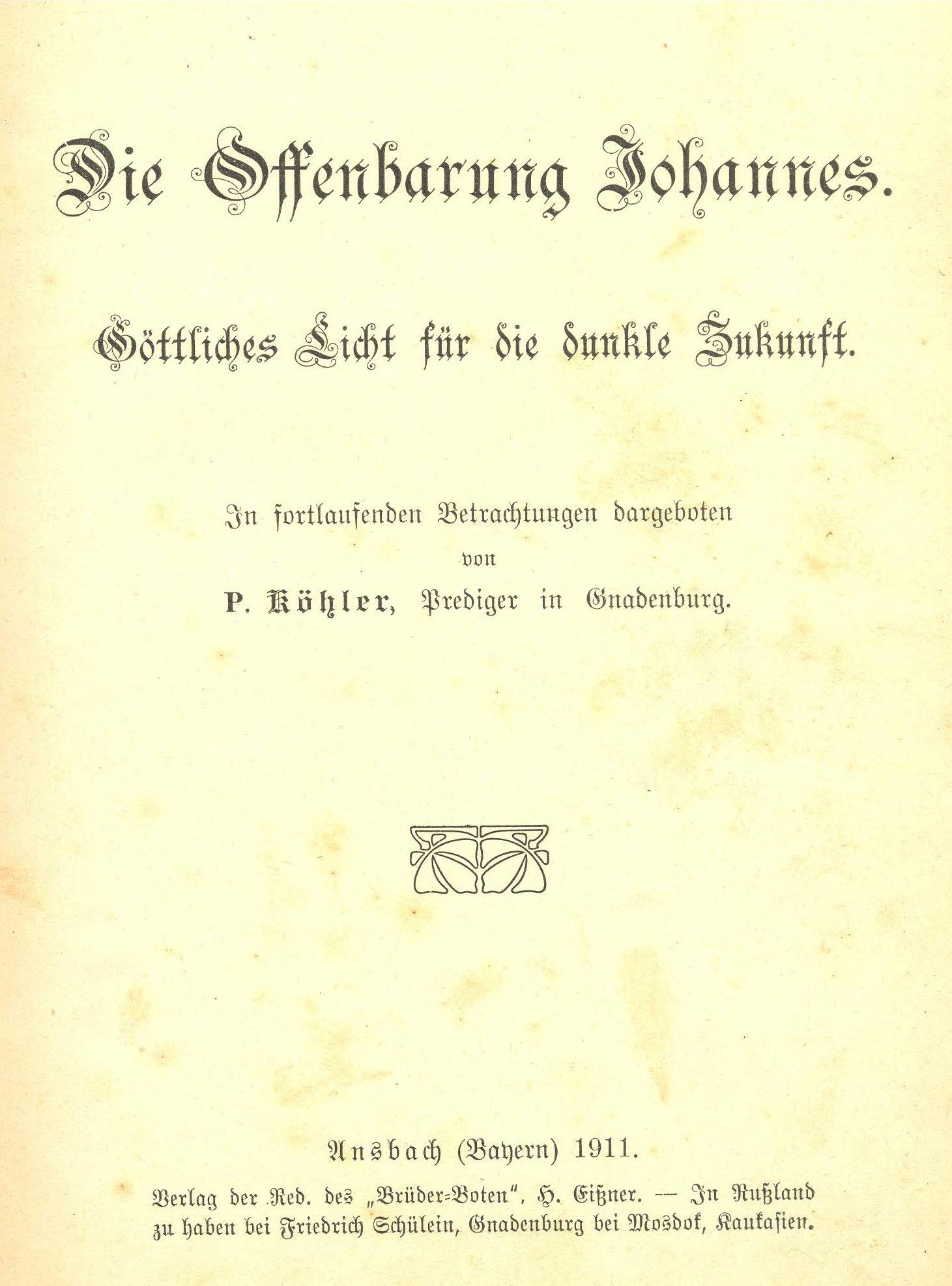
Titelblatt einer Auslegung der Johannesoffenbarung durch Pastor Köhler aus Gnadenburg. Köhler erhob in diesem Buch den Anspruch, die Lehre Cloeters treu wiederzugeben.

## Leben
Cloeter studierte evangelische Theologie in Erlangen und Leipzig und wurde 1847 ordiniert. Er wirkte als Vikar in Happurg bei Hersbruck und war 1849–1856 Pfarrverweser in Marienheim im Donaumoos, 1856/1857 in Woringen bei Memmingen sowie in Reutin bei Lindau. 1861 wurde er Pfarrer in Illenschwang bei Dinkelsbühl. 1880 wurde er wegen seiner Anschauungen des Amtes enthoben. Umso intensiver betrieb er sein Projekt einer Ansiedlung deutscher Lutheraner im Kaukasus. Mit dem vertraglichen Kauf des Bodens am 15. Mai 1881 gründete er die Siedlung Gnadenburg im russischen Kaukasus. Er prägte den Namen Gnadenburg, weil die Gnade Gottes wie eine sichere Burg sei. Er rechnete mit dem baldigen Auftreten der widergöttlichen Macht des Antichristen. Dabei vertrat er die Lesart, die bereits im ausgehenden 18. und beginnenden 19. Jahrhundert separatistische pietistische Kreise bewogen hatte, in den Kaukasus auszuwandern: Nur in Russland könne man sich der Herrschaft des Antichristen entziehen. Hergeleitet wurde diese Auffassung aus einer spezifischen Interpretation bestimmter Bibelstellen wie z. B. Ez 38,3 : „So spricht Gott der HERR: Siehe, ich will an dich, Gog, der du der oberste Fürst bist von Meschech und Tubal!“ Meschech und Tubal wurden als Moskau und Tobolsk und damit als pars pro toto für Russland gedeutet. Mit dieser Lehre war es Cloeter gelungen, fromme Familien im fränkisch-schwäbischen Umland seiner Illenschwanger Kirchengemeinde zur Emigration zu bewegen.
1882 lebten in der Kolonie Gnadenburg bereits 52 Familien. Cloeter und seine Anhänger betrachteten die deutschen evangelischen Staatskirchen sehr kritisch und schwankten zwischen einem völligen Rückzug aus der Volkskirche und einer gemäßigten innerkirchlichen Distanz, wie sie z. B. in der Gemeinschaftsbewegung praktiziert wurde. So orientierten sich die Siedler in Gnadenburg zunächst an einem eher freikirchlichen Gemeindewesen analog der Herrnhuter Brüdergemeine, näherten sich aber im Laufe der Jahrzehnte mehr und mehr der lutherischen Kirche wieder an. 1933 traten die Gnadenburger Protestanten offiziell der Lutherischen Kirche Russlands bei.
Cloeter selbst blieb nicht dauerhaft in Gnadenburg wohnen; er starb 1894 im mittelfränkischen Weiltingen, dem Heimatort seiner Frau.